# Acalypha plicata
Acalypha plicata é uma espécie de flor do gênero Acalypha, pertencente à família Euphorbiaceae.